# Manzat Communauté
Die Manzat Communauté ist ein französischer Gemeindeverband mit der Rechtsform einer Communauté de communes im Département Puy-de-Dôme in der Region Auvergne-Rhône-Alpes. Sie wurde am 22. Dezember 1997 gegründet und umfasste neun Gemeinden. Der Verwaltungssitz befand sich im Ort Manzat.

## Historische Entwicklung
Mit Wirkung vom 1. Januar 2017 fusionierte der Gemeindeverband mit der Communauté de communes des Côtes de Combrailles und bildete so die Nachfolgeorganisation Communauté de communes Combrailles Sioule et Morge.

## Ehemalige Mitgliedsgemeinden
1. Les Ancizes-Comps
2. Charbonnières-les-Vieilles
3. Châteauneuf-les-Bains
4. Loubeyrat
5. Manzat
6. Queuille
7. Saint-Angel
8. Saint-Georges-de-Mons
9. Vitrac